# Биковка (струмок)
Биковка (біл. Быкаўка) — струмок у Гомельському районі Гомельської області, права притока річки Немильня (притока Сожу, басейн Дніпра).
Довжина 14 км. Площа водозбору 38 км². Середній нахил водної поверхні 1,4 м/км. починається за 0,7 км на північ від Залісся, гирло 1,2 км на південь від села Кравцовка. Велика частина русла каналізована. За 2 км на південний схід від села Марковичі плотина і ставок.